# Clelia Tini
Clelia Tini (ur. 2 stycznia 1992 w Borgo Maggiore) – sanmaryńska pływaczka, specjalizująca się w stylu dowolnym.
Wystartowała na igrzyskach olimpijskich w Londynie (2012) w wyścigu na 100 metrów stylem dowolnym, gdzie zajęła 38. miejsce z czasem 58,29.
Jest brązową medalistką igrzysk małych państw Europy z Liechtensteinu (2011) na dystansie 50 metrów stylem dowolnym.
Tini jest aktualną rekordzistką San Marino na dystansach: 50, 100 i 200 metrów stylem dowolnym oraz w sztafetach 4 × 100 i 4 × 200 metrów stylem dowolnym, a także 4 × 100 metrów stylem zmiennym na długim basenie. Na basenie 25-metrowym Clelia posiada rekordy na dystansach 50 i 100 metrów stylem dowolnym oraz w sztafetach 4 × 100 metrów stylem dowolnym i zmiennym.